# Захарівка (селище, Волгоградська область)
Захарівка (рос. Захаровка) — залізнична станція у Ольховському районі Волгоградської області Російської Федерації.
Населення становить 0 осіб. Входить до складу муніципального утворення Солодчинське сільське поселення.

## Історія
Населений пункт розташований у межах українського історичного та культурного регіону Жовтий Клин.
Згідно із законом від 24 грудня 2004 року № 978-ОД органом місцевого самоврядування є Солодчинське сільське поселення.

## Населення
| 2010 |
| ---- |
| 0    |